# Acacia teretifolia
Acacia teretifolia är en ärtväxtart som beskrevs av George Bentham. Acacia teretifolia ingår i släktet akacior, och familjen ärtväxter. Inga underarter finns listade i Catalogue of Life.